# Feralpisalò
El Feralpisalò fue un club de fútbol de Italia, que representaba a las localidades de Salò y Lonato del Garda, en la región de Lombardía. Fue fundado en 2009, y competía en la Serie C, tercera categoría del fútbol italiano.

## Historia
Fue fundado en el año 2009 en la ciudad de Salò, en Lombardía, aunque también representa a la ciudad vecina de Lonato del Garda, ya que nació tras la fusión de los equipos AC Salò Benaco (fundado en 1985) y el AC Lonato (fundado en 1980) y los colores del equipo son los principales de los equipos fusionados, verde y azul.
Su primera temporada fue en 2009-10 luego de ser admitidos en la Lega Pro Seconda Divisione tras la no admisión del Pistoiese, en donde en la temporada siguiente ascendieron a la Lega Pro Prima Divisione por vía de la eliminatoria.
En la temporada 2022-23 logró el mayor éxito en su historia, ganando el grupo A de la Serie C (tercer nivel de campeonato de fútbol italiano) y así obtener por primera vez el derecho a participar en la segunda división, la Serie B, desde la temporada 2023-24. 
El Feralpisalò únicamente permaneció una temporada en Serie B, finalizando en la decimonovena posición con 33 puntos en 38 partidos disputados. En la temporada 2024-25 el equipo finalizó en tercer lugar de su grupo en la Serie C, calificando a la fase nacional de promoción de ascenso a la Serie B, sin embargo, el club fue eliminado en la primera ronda por el Crotone.
El 17 de julio de 2025 Giuseppe Pasini, presidente del Feralpisalò, anunció el traslado de su equipo a la vecina localidad de Brescia, ya que las autoridades de esa ciudad buscaban un equipo que ocupara el lugar dejado tras la disolución del Brescia Calcio, ofreciendo condiciones preferentes al club que aceptara trasladarse allí, en consecuencia tras la mudanza el equipo fue renombrado Union Brescia, por lo que el Feralpisalò dejó de existir.

## Palmarés

### Torneos interregionales
- Serie C (1): 2022-23 (Grupo A)